# بانزر فاوست
بانزر فاوست (بالألمانية: Panzerfaust) هو قاذف عديم الارتداد مضاد للدروع طورته ألمانيا النازية عام 1943 وتم استدخدامه حتى نهايةالحرب العالمية الثانية، يمكن تشغيل البانزر فاوست من خلال شخص واحد، وقد تم تزويد قوات المشاة بالبانزر فاوست من أجل زيادة قدرتهم على مواجهة الدبابات ودروع العدو، تم صنع عدة فئات من البانزر فاوست خلال سنوات الحرب.